# Riksväg 21
Der Riksväg 21 ist eine schwedische Fernverkehrsstraße. Die Straße verläuft auf einer Länge von 111 km durch Schonen von Kristianstad nach Helsingborg.

## Verlauf
Die Straße zweigt westlich von Kristianstad vom Europaväg 22 ab und verläuft zunächst in nordwestlicher, später in westlicher Richtung an Hässleholm (dort Kreuzung mit dem Riksväg 23, am Westrand Abzweig des Riksväg 24) vorbei und weiter durch Tyringe und Perstorp (Kreuzung mit dem Länsväg 108 nach Klippan), das gemeinsam mit dem Riksväg 13  im Süden umgangen wird. Die Straße führt weiter bis nach Åstorp, wo sie auf den von Helsingborg kommenden Europaväg 4 trifft und an diesem endet.
Die Umfahrung von Hässleholm hat den Charakter einer Kraftfahrstraße (Motortrafikled).

## Geschichte
Bis 1962 trug die Straße die Bezeichnung Länsväg 65.